# پاتریک ویگرز
پاتریک ویگرز (انگلیسی: Patrick Wiegers؛ زادهٔ ۱۹ آوریل ۱۹۹۰) بازیکن فوتبال اهل آلمان است.
از باشگاه‌هایی که در آن بازی کرده‌است می‌توان به باشگاه فوتبال دینامو درسدن و باشگاه فوتبال یان رگنسبورگ اشاره کرد.